# یواس‌اس گاوینا (اس‌اس-۳۶۲)
یواس‌اس گاوینا (اس‌اس-۳۶۲) (به انگلیسی: USS Guavina (SS-362)) یک زیردریایی بود که طول آن ۳۱۱ فوت ۹ اینچ (۹۵٫۰۲ متر) بود. این زیردریایی در سال ۱۹۴۳ ساخته شد.